# Молоді серця (фільм, 2024)
«Молоді серця» — романтична драма 2024 року, написана та знята Ентоні Шаттеманом у його повнометражному режисерському дебюті. Фільм розповідає історію 14-річного хлопчика Еліаса, який закохується у свого нового сусіда та однолітка, хлопчика Олександра.
Світова прем'єра відбулася 17 лютого 2024 року на 74-му Берлінському міжнародному кінофестивалі, де фільм боровся за «Кришталевого ведмедя» у номінації найкращий фільм.

## Сюжет
Еліас, 14-річний хлопчик, який потоваришував зі своїм новим сусідом Олександром, якому теж 14 років. Олександр — впевнений у собі й упертий хлопець із Брюсселя. Вони добре ладнають. Олександр розповідає Еліасу, що йому подобаються хлопчики, і розпитує його про його особисте життя. Еліас має почуття до Олександра, але він їх приховує. Він боїться того, що можуть подумати інші, і бреше всім про це. У результаті він відштовхує Олександра від себе, і почувається самотнім. Але коли дідусь розповідає йому, як сильно він любив свою покійну дружину, Еліас розуміє, що кохання надто важливе, щоб її втрачати. Він вирішує зробити щось, щоби повернути Олександра.

## Акторський склад
- Лу Госсенс — Еліас
- Маріус Де Заґер — Олександр
- Герт ван Рампельберг — Люк
- Емілі де Ру — Наталі
- Дірк ван Дейк — Фред